# Simon Isaacs, 4. Marquess of Reading
Simon Charles Henry Rufus Isaacs, 4. Marquess of Reading  (* 18. Mai 1942)  ist ein britischer Peer, Bankier und Philanthrop.

## Abstammung und frühes Leben
Simon Isaacs ist der älteste Sohn von Michael Alfred Rufus Isaacs, 3. Marquess of Reading (1916–1980) aus dessen Ehe mit Margot Irene Duke (1919–2015). Er besuchte das Eton College. Als Heir apparent seines Vaters führte er von 1960 bis 1980 den Höflichkeitstitel Viscount Erleigh.

## Karriere
Von 1961 bis 1964 diente Reading als Lieutenant der 1st The Queen’s Dragoon Guards. Er studierte anschließend an der Universität Tours in Frankreich und arbeitete als Börsenmakler und war insbesondere von 1970 bis 1974 Mitglied der London Stock Exchange. Von 1975 bis 1980 war er Marketingchef von Brahmco International. Für das Modeunternehmen Ralph Lauren Cosmetics war er von 1979 bis 1983 tätig. Anschließend war er von 1984 bis 1992 bei Abbey Lubbock sowie Abbey Sports and Events  beschäftigt.

## Oberhausmitglied
Beim Tod seines Vaters erbte er 1980 dessen Adelstitel als 4. Marquess of Reading, 4. Earl of Reading, 4. Viscount Reading, 4. Viscount Erleigh und 4. Baron Reading. Aufgrund der Titel war er bis zum Inkrafttreten des House of Lords Act 1999 erbliches Mitglied des Oberhauses des Britischen Parlaments.

## Philanthropie
Reading war von 1992 bis 1996 der Vorsitzende des Land’s End John o’ Groats Club. Daraufhin fungierte er von 1996 bis 2000 als Direktor der medizinischen Wohlfahrtseinrichtung der Global Flying Hospitals. Von 1990 bis 2000 hatte er die Funktion des Vorsitzenden der in Cheltenham in Gloucestershire gelegenen Dean Close School inne. Seit 2004 gehörte er dem Direktorium von CURE International, einer in Lemoyne (Pennsylvania) ansässigen christlichen Non-Profit-Organisation, sowie seit 2008 jenem von Mertens House in Sankt Petersburg, Russland, an. Des Weiteren diente er von 2002 bis 2008 als Mitglied des Rates des in Jerusalem befindlichen Gartengrabes. Er ist auch ein Förderer des Nelson Recovery Trust sowie seit 1998 des Barnabas Fund, einer überkonfessionellen christlichen Hilfsorganisation.
2003 kritisierte Reading die Entscheidung von Alasdair Smith, Rektor der Universität Sussex, das bis ins 12. Jahrhundert zurückdatierende, in Iford (East Sussex) gelegene Swanborough Manor zu verkaufen. Dieses Herrenhaus war der Universität von seiner Urgroßmutter, Stella Isaacs, Marchioness of Reading (1894–1971), in der Hoffnung gestiftet worden, dass es als Hauptresidenz des Rektors bis 2021 dienen würde.

## Privatleben
Reading ist seit 1979 mit Victoria Melinda Dewar verheiratet und hat mit ihr drei Kinder:
- Lady Sybilla Alice Rufus Isaacs (* 1980), ⚭ 2005 Charles B. B. Hart;
- Lady Natasha Rose Eleanor Rufus Isaacs (* 1983), ⚭ 2013 Charles Rupert H. Finch;
- Julian Michael Rufus Isaacs, Viscount Erleigh (* 1986).

Zusammen mit seiner Gattin bewohnt Reading das historische Anwesen Jaynes Court im Zentrum des Dorfes Bisley in Gloucestershire. Er ist ein Mitglied des All England Lawn Tennis and Croquet Club und trat öfter bei den Lawn Tennis Championships in Wimbledon auf.